# 1372

Пізнє Середньовіччя •  Відродження •  Реконкіста •  Ганза •  Авіньйонський полон пап •  Монгольська імперія •  Столітня війна

## Геополітична ситуація
Імператором Візантії є Іоанн V Палеолог (до 1376), державу османських турків очолює султан Мурад I (до 1389). Карл IV Люксембург має титул імператора Священної Римської імперії (до 1378). Королем Франції є Карл V Мудрий (до 1380).
Апеннінський півострів розділений: північ належить Священній Римській імперії, середню частину займає Папська область, південь належить Неаполітанському королівству. Деякі міста півночі: Венеція, Піза, Генуя тощо, мають статус міст-республік. Триває боротьба гвельфів та гібелінів.
Майже весь Піренейський півострів займають християнські Кастилія і Леон, де править Енріке II (до 1379), Арагонське королівство та Португалія під правлінням Фернанду I (до 1383). Під владою маврів залишилися тільки землі на самому півдні. Едуард III королює в Англії (до 1377), Королем Швеції є Альбрехт Мекленбурзький (до 1389). У Польщі та Угорщині королює Людвік I Великий (до 1382). У Литві княжить Ольгерд (до 1377).
Руські землі перебувають під владою Золотої Орди. Триває війна за галицько-волинську спадщину між Польщею та Литвою. Намісником Галичини є Владислав Опольчик.
У Києві княжить Володимир Ольгердович (до 1394). Ярлик на володимирське князівство має тверський князь Михайло Олександрович Тверський.
Монгольська імперія займає більшу частину Азії, але вона розділена на окремі улуси. На заході євразійських степів править Золота Орда, що переживає період Великої Зам'ятні. У Семиріччі владу утримує емір Тамерлан. Іран роздроблений, окремі області в ньому контролюють родини як монгольського, так і перського походження. У Китаї почалося правління династії Мін.
У Єгипті владу утримують мамлюки. Мариніди правлять у Магрибі. Делійський султанат є наймогутнішою державою Індії. В Японії триває період Муроматі.
Цивілізація мая переживає посткласичний період. Почали зароджуватися цивілізація ацтеків та інків.

## Події
- Намісником короля Людвіка I Великого в Галичині став Владислав Опольчик.
- Черговий наступ литовського князя Ольгерда на Москву зазнав невдачі.
- У морській битві поблизу Ла-Рошелі кастильський та французький флоти завдали поразки англійському. Французи отримали контроль над Ла-Маншем.
- Джон Гонт оголосив свої претензії на титул короля Іспанії (через дружину) й уклав союз з Португалією проти Іспанії та Франції.
- Едуард Чорний Принц через поразки від французів та борги відмовився від Аквітанії.
- Папа римський Григорій XI добився примирення між Неаполітанським та Сицилійським королівствами. Сицилія стала незалежною під назвою Тринакрія, хоча формально визнавала сюзеренітет Неаполя.
- Кастильський король Енріке II вторгся в Португалію після того, як стало відомо, що португальський король Фернанду I обвінчався з Елеонорою Теліш де Мінезіш, зневаживши попередню угоду одружитися з кастильською принцесою.
- Китайські війська династії Мін здійснили невдалий похід у Монголію.